# 长寿站

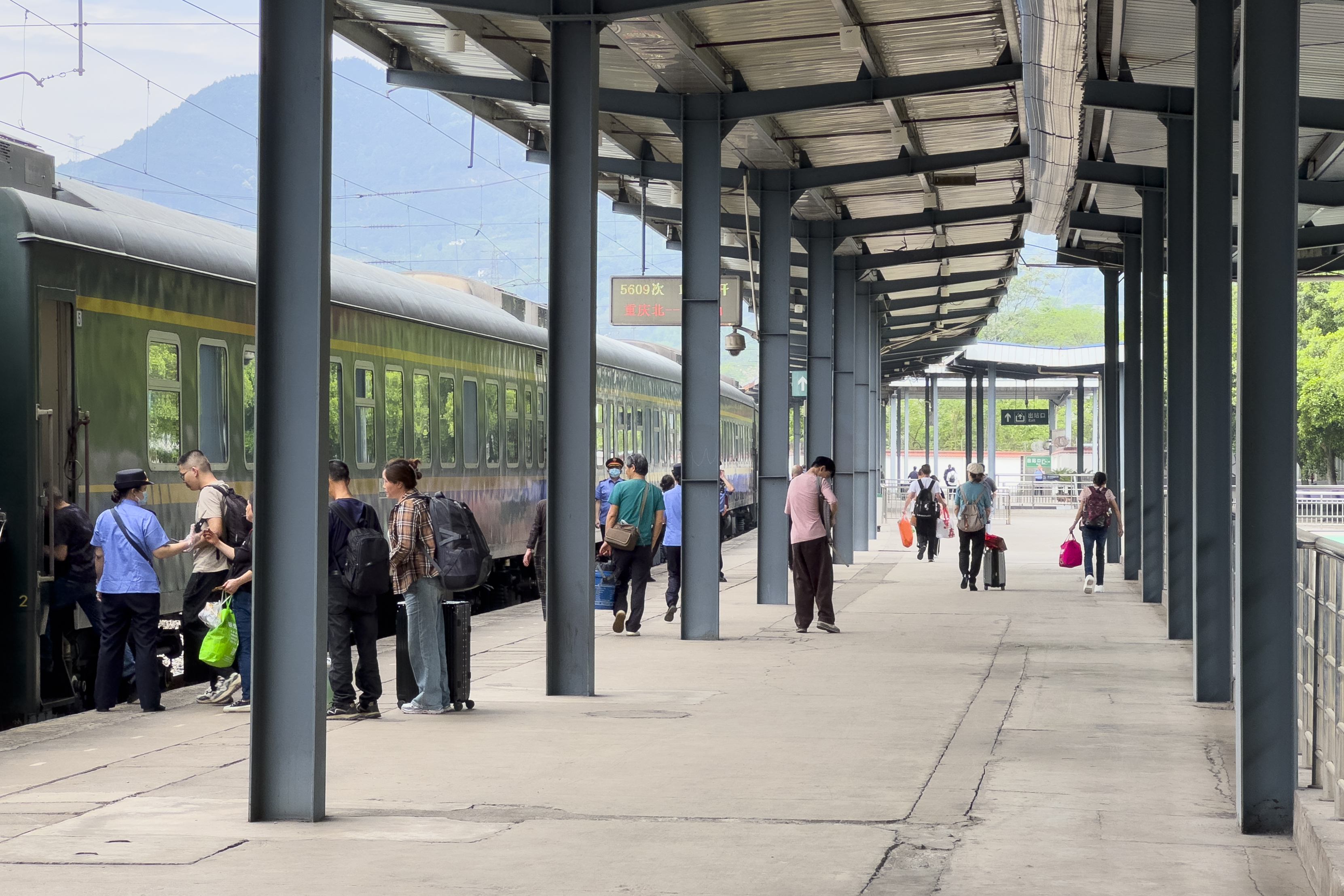
1站台

长寿站是渝怀铁路的车站，位于中华人民共和国重庆市长寿区。车站于2006年启用，现为中国铁路成都局集团涪陵车务段管辖的四等站，办理客货运业务。